# Арена Лівий берег
Не плутати з розташованим поблизу стадіоном «Лівий берег», який має штучне поле і трибуни на 1372 місця.
Арена «Лівий берег» — футбольний стадіон, відкритий 15 жовтня 2022 року в масиві Млиново на околиці Києва (поруч із житловим масивом Осокорки), на території Золочівської громади. Арена має натуральне трав'яне поле з підігрівом, трибуни на 4700 місць і систему освітлення 1600 люкс. Є домашнім стадіоном футбольного клубу «Лівий берег».

## Історія
Будівництво стадіону почалося 4 серпня 2021 року. 15 жовтня 2022 року арену було офіційно відкрито.
У сезоні 2023/24 арена приймала домашні матчі футбольного клубу «Лівий берег» у першій лізі чемпіонату України, а також харківського «Металіста 1925» та луганської «Зорі» в прем'єр-лізі. 28 липня 2023 року на стадіоні відбулася перша офіційна гра: в матчі першої ліги «Лівий берег» з рахунком 5:0 переміг «Гірник-Спорт». Вже наступного дня, 29 липня 2023 року, арена «Лівий берег» уперше приймала матч прем'єр-ліги: «Металіст 1925» — «Шахтар» (1:2).
У сезоні 2024/25 на стадіоні проходили ігри «Лівого берега» та «Металіста 1925».

## Транспорт
До арени «Лівий берег» можна дістатися від станції метро «Славутич» автобусами № 425 та № 426, виходити на зупинці «Розвилка».